# Takasaki
Takasaki (japanisch 高崎市, -shi) ist eine Stadt in der Präfektur Gunma auf Honshū, der Hauptinsel von Japan, die durch den Hochgeschwindigkeitszug Shinkansen mit Tokyo, Niigata und Nagano verbunden ist.
Bedeutende Wirtschaftszweige sind Metallwaren-, Elektro-, Seiden- und Chemiefaserindustrie.

## Geschichte
Takasaki war eine Burgstadt um die Burg Takasaki, sowie Poststation (宿場町 Shukuba-machi) der Nakasendō während der Edo-Zeit.
Takasaki wurde am 1. April 1900 zur kreisfreien Stadt (shi) erhoben.

## Sehenswürdigkeiten

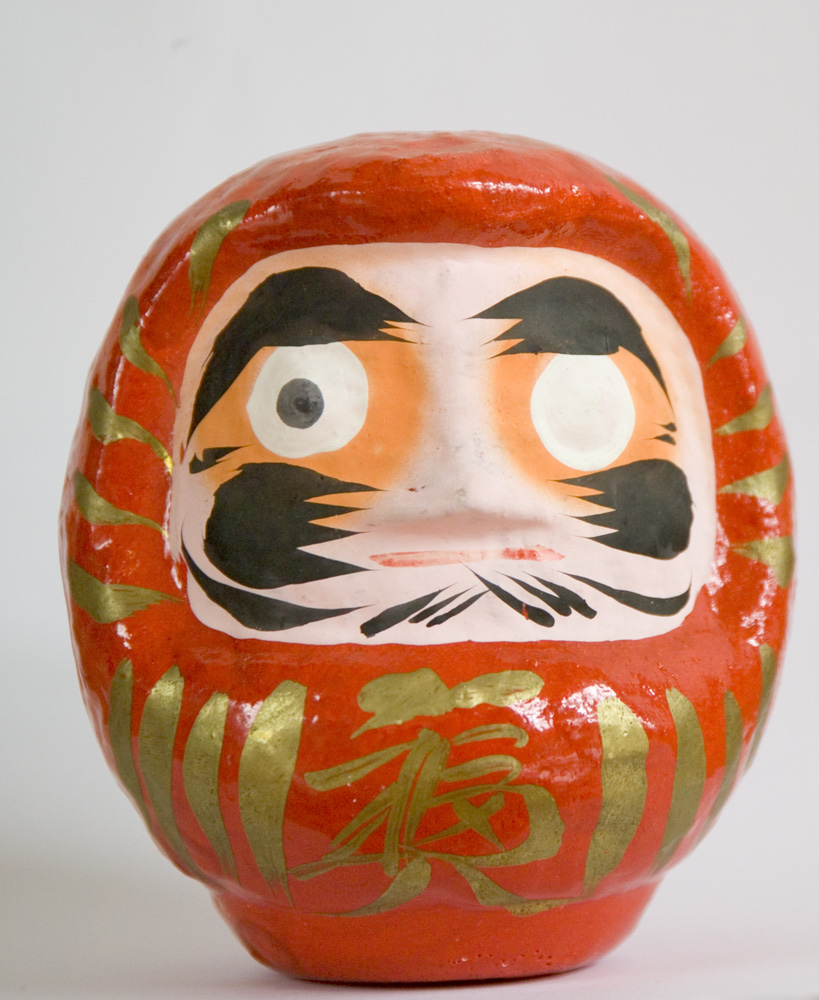
Takasaki-Daruma, Glück bringende Pappmaché-Puppe aus Takasaki

Alljährlich findet am 6. und 7. Januar auf dem Aufgangsweg zum „Dharma-Tempel am Shaolin-Berg“ (少林山達磨寺, Shōrin-zan Daruma-ji) der größte Daruma-Markt der Region Kantō statt. An über 150 Ständen werden „augenlose Daruma“ (目無しダルマ, menashi Daruma) verkauft. Der Brauch, dem erstandenen Daruma ein Auge einzuzeichnen und zu versprechen, dass man ihm nach Erfüllung des Wunsches ein Zweites einzeichnet, ist besonders bei Politikern im Wahlkampf beliebt.
Ein bedeutender Tempel der synkretistischen Shugendō-Religion ist der Chōkoku-ji.
In Takasaki gibt es das Museum of Modern Art des Architekten Arata Isozaki.

## Verkehr

### Straße
- Kan’etsu-Autobahn
- Jōshinetsu-Autobahn
- Nationalstraße 17 nach Tōkyō oder Niigata
- Nationalstraße 18
- Nakasendō

### Zug
Bahnhof Takasaki
- JR Jōetsu-Shinkansen nach Tōkyō oder Niigata
- JR Nagano-Shinkansen nach Tōkyō oder Nagano
- JR Jōetsu-Linie nach Niigata
- JR Shinetsu-Hauptlinie nach Yokokawa
- JR Takasaki-Linie nach Ueno
- JR Hachikō-Linie nach Hachiōji

## Bildung
- Wirtschaftsuniversität Takasaki

## Städtepartnerschaften
- Battle Creek (Michigan) seit 1981
- Santo André (São Paulo) seit 1981
- Chengde seit 1987
- Pilsen seit 1990
- Muntinlupa City seit 2006

## Söhne und Töchter der Stadt

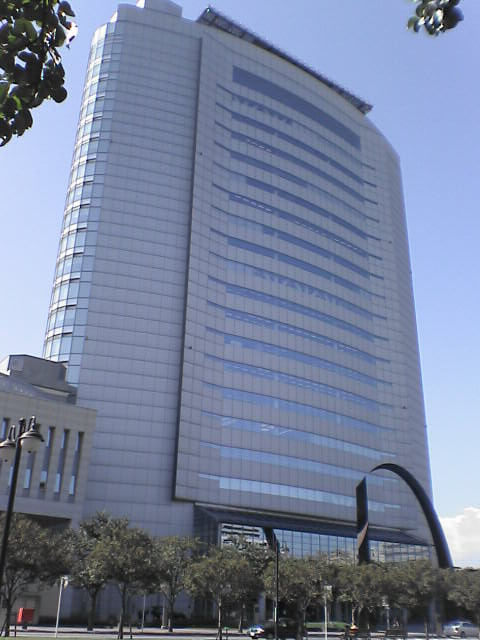
Rathaus von Takasaki

- Yoshino Hideo (1902–1967), Schriftsteller
- Takeo Fukuda (1905–1995), 67. Premierminister von Japan
- Tsuruoka Masao (1907–1979), Maler
- Nakasone Yasuhiro (1918–2019), 71., 72. und 73. Premierminister von Japan
- Nobuyuki Aihara (1934–2013), Geräteturner
- Yasuo Fukuda (* 1936), 91. Premierminister von Japan
- Hirofumi Nakasone (* 1945), Außenminister
- Mieko Kanai (* 1947), Schriftstellerin
- Kyōsuke Himuro (* 1960), Musiker
- Tsunematsu Matsui (* 1960), Musiker
- Tomoyasu Hotei (* 1962), Musiker
- Yasuhiko Satō (* 1968), Jazzmusiker
- Kumi Yamashita (* 1968), Künstlerin
- Ryōta Kobayashi (* 1988), Fußballspieler
- Takuya Aoki (* 1989), Fußballspieler
- Daichi Inui (* 1989), Fußballspieler
- Ryō Takahashi (* 1993), Fußballspieler
- Hiroshi Yoshinaga (* 1996), Fußballspieler
- Ryō Tabei (* 1999), Fußballspieler
- Sota Nakamura (* 2002), Fußballspieler
- Yuta Arai (* 2003), Fußballspieler
- Seira Fuwa (* 2003), Langstreckenläuferin

## Angrenzende Städte und Gemeinden
- Maebashi
- Annaka
- Fujioka
- Shibukawa
- Karuizawa